# 蒙自谷精草
蒙自谷精草（学名：Eriocaulon henryanum），为谷精草科谷精草属下的一个植物种。